# 同化
文化同化（英語：Cultural assimilation），又譯同化政策，指的是一批個體，以自願或者非自願的形式接受新的思考模式、習俗、語言和文字。一般來說，同化主要指佔據統治階級的民族用他們的文化取代被統治民族的一系列過程，但也有非常多和平同化的情況。“同化”原本是生物學中的概念，参见同化 (生物学)，屬於所有生命都會發生的正常現象，但後來被社會學借用為本條目所指的意思。
在同化的過程中，少數群體的文化會和多數群體越來越接近，直到完全同化完畢，其價值觀、行為和信仰的一部份可能率先發生重大改變。
文化上同化包括“全面同化（full assimilation）”和“強制同化（forced assimilation）”。全面同化是最普遍的，因為它沒有強制性，和生物學的同化一樣屬於自動發生的現象。
在文化同化過程中，少數群體必須掌握應某個語言、化妝為某種外表或者達到某個特定的經濟水平才能融入當地文化，並展開正常就業，而其私人的習俗則會更慢的改變。
某些類型的文化同化其實不能算“同化”，頂多是“文化適應”。少數群體的文化一定要完全融入到主流文化中，其少數文化的特徵變得極度不明顯或完全消失，這才能達到“同化”的標準。而在其他類型的文化適應中，例如和多元社區成員交流、吃多數群體的美食、擺放某一文化的裝飾品、做出符合當地法律的行為等，這些都是文化適應。適應者能保留其大量原始文化，他們只是選擇性的採用主流文化的生活模式，但並沒做到和主流文化一致。而在另一種說法中，認為“文化適應”只是“文化同化”的前置階段，所以文化適應還是要歸類於同化。縱觀歷史，文化同化的模式千奇百怪，有自願的，也有非自願的。
同化還可能涉及所謂的“加法型文化適應”，這是指一個人在不沒有忘記祖先文化的前提下，同時具備主流文化的大量知識，以此豐富自己的人生眼界。

## 定義
也被稱之為「內化」，指非主流團體被主流團體同化；非主流團體成員習得主流團體的特質，而逐漸被接受成為主流團體的一部分。同化被同化者通常是外地來的移民或少數民族。由于生活在非原本社會中或與其接觸，慢慢失去大部份原來的文化特點；並接受非原本社會的特點。變化直到與非原本社會的成員無法區分為止。
同化並不指種族上或其他生理上的融合，雖然這種融合與同化有莫大關聯。

## 世界各地的同化情況
有學者認為徹底同化很少見，以歐洲為例，雖然當地各民族歷經多次被征服及強制同化，但卻沒有因此融為一體，反而分化出更多民族。
而比較值得注意的同化例子是美國，例如美國的黑人，多数原是來自非洲的黑奴，現在極大多數已忘却本身文化；另外移民美國的歐洲各國人也多數在兩三代內幾乎完全被同化。
在古代中國，秦始皇于公元前221年統一中國後，下令書同文，命李斯依據周朝的大篆，编成小篆，通行全國，原本有不同文字的六國遺民被同化。
中国满汉融合的历史从清朝入关就展開，如剃发易服之后汉人穿着改为马褂和袍子，以及汉人发型被满化。爱新觉罗氏的皇帝没有一个不会说汉语的，如康熙、雍正、乾隆等；另外羁留汉地的滿族在民国成立之后普遍文化程度较東北滿族高，同时，这种融合也不是单向的，即不能认为滿人完全蜕变为汉人，实际上汉人在很多习俗、行为等方面也被滿人影響。

## 同化意願和文化衝擊

### 美國
1880 年至 1920 年間，美國接納了約 2,400 萬移民。移民的增加可以歸因於許多歷史變化。 21世紀初也標誌著一個大規模的移民時代，社會學家再次試圖理解移民對社會和移民本身的影響。根據普遍的觀點，同化是來自另一個群體或個人的「解釋和融合的過程」。這可能包括記憶、行為和情緒。透過分享他們的經驗和歷史，移民融入了共同的文化生活。
在 1607 年至 1776 年的殖民時期，人們透過兩種截然不同的途徑移民到英國殖民地：自願移民和強迫移民。那些自願移民到殖民地的人是被英屬北美廉價土地、高薪和思想自由的誘惑所吸引。後半期，強迫移民的最大人口是非洲奴隸。與其他強迫移民如罪犯不同，奴隸沒有可能獲得自由，儘管一些奴隸在美國內戰前的幾個世紀中被釋放。既定方式的移民歷史悠久，這意味著透過傳統門戶而來的移民在階級、種族和民族等級方面的地位更加結構化或固定。而另一方面，新門戶的移民歷史不久，所以經新門戶而來的移民在階級、種族和民族等級方面的地位不太明確，他們在定義自己的地位方面可能有更大的影響力。其次，新門戶的規模可能會影響移民同化。較小的門戶可能會影響移民和本土出生的人之間的種族隔離程度。第三，制度安排的差異可能影響移民同化。與新門戶不同，傳統門戶通常已設立了許多幫助移民的機構，如法律援助、相關部門和社會組織。
此外，移民進入美國並融入美國，他們已占自 2000 年以來美國人口成長的 29%。在過去的二十年裡，人們對最近抵達美國的移民進行了密切的研究。結果顯示了移民的驅動因素包括公民身份、住房所有權、英語語言能力、工作狀況和賺取更好的收入。

### 加拿大
加拿大的多元文化歷史可以追溯到 16 世紀至 19 世紀的歐洲殖民時期，當時有歐洲民族移民到當地的浪潮。 20世紀，印度人、中國人和日本人是當地最大的移民群體。

#### 20世紀至今：從同化到融合的轉變
加拿大仍然是世界上移民人口最多的國家之一。 2016 年人口普查記錄有 750 萬有證移民，佔全國總人口的五分之一。焦點已從文化同化的言論轉向文化融合。與同化主義相反，融合旨在保留少數群體社會的根源，同時仍允許與主流文化順利共存。

## 世界各地的原住民同化

### 澳洲
對澳洲原住民實施「保護」政策（將他們與白人社會分開）的立法是在澳洲聯邦成立之前，在澳洲的一些州和領地還是殖民地時通過的，如維多利亞州（1867年）、西澳大利亞州（1886 年）和昆士蘭州（1897 年）。聯邦成立後，新南威爾斯州於 1909 年制定了政策，南澳大利亞州和北領地（當時處於南澳大利亞州的控制之下）亦於 1910-11 年制定了相關政策。當時政府把創建了原住民遷入傳教站和政府管理的原住民保護區。政府立法限制他們的行動，禁止飲酒並規範就業。這些政策在 20 世紀上半葉得到了強化（當時人們意識到原住民不會滅絕或被白人社會完全吸收），例如 1953 年《福利條例》的規定，其中原住民被國家監護。 「部分原住民」（稱為半種姓）兒童被強行從父母身邊帶走，以便以歐洲方式教育他們；其中女孩經常被訓練成家庭傭人。隨後保護政策終止，同化政策取而代之。他們提議應該允許“純血統”澳洲土著“消亡”，同時鼓勵“混血種姓”融入白人社區。這些政策驅使原住民被認為不如白人，原住民經常在以白人為主導的城鎮遭受歧視，並且不得不搬家以尋找工作。
1910 年至 1970 年間，幾代原住民兒童被從父母身邊帶走，被稱為「被偷走的一代」。該政策對個人、家庭和原住民文化造成了持久的傷害。
1961 年在坎培拉舉行的原住民福利會議上，澳洲聯邦和州政府部長為政府環境制定了澳洲原住民「同化」的官方定義。1961 年 4 月，時任聯邦領土部長海斯勒克通知眾議院：
在所有澳洲政府看來，同化政策意味著所有原住民和部分原住民最終都應獲得與其他澳洲人相同的生活方式，並作為單一澳洲社區的成員生活，享有相同的權利和特權，接受與其他澳洲人一樣，承擔相同的責任，遵守相同的習俗，並受到相同的信仰、希望和忠誠的影響。因此，對原住民和半原住民採取的任何特殊措施都被視為臨時措施，並非基於膚色，而是為了滿足他們對特殊照顧和幫助的需要，以保護他們免受突然變化的不良影響，並協助他們過渡。

### 加拿大
在 19 世紀和 20 世紀，一直持續到 1996 年、最後一所加拿大印第安人寄宿學校關閉為止，加拿大政府在基督教會的幫助下開始了同化運動，強行同化加拿大原住民。政府透過條約和使用武力鞏固了對原住民土地的權力，最終將大多數原住民隔離到保留地。婚姻習俗和精神儀式被禁止，精神領袖被監禁。此外，加拿大政府也建立了廣泛的寄宿學校系統來同化兒童。原住民兒童與家人分離，不再被允許在這些新學校表達他們的文化。他們不准說自己的語言或實踐自己的傳統，否則會受到懲罰。基督教會犯下許多暴力和性虐待案件。加拿大真相及和解委員會的結論是，這種行為相當於文化滅絕。學校積極努力讓孩子遠離他們的文化根源。學生被禁止說自己的母語，經常受到虐待，畢業後被政府包辦婚姻。加拿大政府的明確目標是透過天主教和聖公會，將原住民完全同化到更廣泛的加拿大社會中，並摧毀他們本土歷史的所有痕跡。

### 巴西
2019 年 1 月，新當選的巴西總統雅伊爾·博索納羅剝奪了原住民事務局識別和劃定原住民土地的責任。他認為這些領土上的孤立人口非常少，並提議將他們融入更大的巴西社會。據生存國際組織稱，「將原住民土地劃界的責任從原住民事務局手中移交給農業部，實際上是向巴西部落人民宣戰。」

### 墨西哥和秘魯
南美洲文化同化常被認為主要開始於歐洲人向美洲探險和殖民，並通常被認為始於 1492 年，當時歐洲人開始探索大西洋尋找“印度群島”，最終發現了美洲。隨著勞動力、自然資源（即木材、銅、金、銀和農產品）等資源湧入歐洲，歐洲仍然對美洲原住民人口占主導地位，但這些收益是片面的，因為原住民群體並未從與殖民列強的貿易協定中受益。除此之外，葡萄牙和西班牙等殖民宗主國要求南美洲的殖民地融入歐洲習俗，例如遵循神聖羅馬天主教會、接受西班牙語或葡萄牙語而不是土著語言以及接受歐洲式政府。
透過強而有力的同化政策，西班牙等殖民國家使用暴力手段來維護對原住民的文化統治。一個例子發生在1519年，當時西班牙探險家埃爾南·科爾特斯到達特諾奇蒂特蘭——原阿茲特克帝國在墨西哥的首都。在發現阿茲特克人實行活人祭祀後，科爾特斯殺死了阿茲特克高級官員，並囚禁了阿茲特克統治者蒙特祖瑪二世。不久之後，科爾特斯開始建立聯盟，以恢復特諾奇提特蘭的權力，並將其更名為墨西哥城。如果不透過謀殺和傳播傳染病奪取權力，西班牙征服者（數量相對較少）就無法佔領墨西哥並使許多人皈依天主教及變成奴隸。雖然西班牙人在殖民主義時期影響了南美洲原住民的語言和宗教文化同化，但許多原住民語言，例如印加帝國的語言克丘亞語，至今仍在秘魯等地使用。2017年，使用克丘亞語的秘魯人口為 380 萬人。

### 紐西蘭
從 18 世紀末開始，在新西蘭的殖民化過程中，原住民毛利人首先自發性地融入了歐洲訪客和定居者的文化。基因同化很早就開始並持續進行——1961 年紐西蘭人口普查僅將 62.2% 的毛利人歸類為「純血統毛利人」。語言同化也很早就發生並持續發生：歐洲定居者採用並改編了毛利語單詞，而歐洲語言影響了毛利語詞彙（可能還有音韻學）。
在19世紀，殖民政府事實上鼓勵同化政策；到20世紀末，政策有利於雙文化發展。毛利人很早就接受了歐洲物質文化的某些面向（金屬、火槍、馬鈴薯相對較快）。思想－例如寫作、基督教、君主制、宗派主義、日常歐洲風格的服裝，或對奴隸制的反對的引進則較慢。後來的發展（社會主義、反殖民主義理論、新時代思想等）證明同化更具國際流動性。一種長期存在的觀點認為，毛利人的地方自治主義並沒有被歐洲風格的個人主義所取代。

## 外部連結
- Asian-Nation: Asian American Assimilation & Ethnic Identity （页面存档备份，存于）
- From Paris to Cairo: Resistance of the Unacculturated（页面存档备份，存于）
- Unity and Diversity in Multicultural Societies （页面存档备份，存于）